# Lorenzo Marroquín
Lorenzo Marroquín Osorio (Bogotá, 8 de marzo de 1856-Londres, 3 de septiembre de 1918) fue un escritor, historiador, diplomático y académico colombiano.
Marroquín es más conocido por su apodo, El Hijo del Ejecutivo (en referencia a su parentesco con un expresidente de Colombia), y por ser el constructor del Castillo Marroquín, cuyos predios pertenecían a su familia. Su obra más famosa, Pax, coescrita con el ministro de educación de la época, José María Rivas Groot, generó amplia polémica nacional.
Su nociva influencia sobre el gobierno de José Manuel Marroquín (su padre), lo convierte en un triste ejemplo del nepotismo desmedido y la corrupcción en la historia de Colombia.

## Biografía
Lorenzo Marroquín Osorio nació en Bogotá, el 8 de marzo de 1856, en el seno de una familia aristocrática de la capital colombiana. Fue criado junto a sus hermanos en la Hacienda Yerbabuena, de propiedad de su acaudalado padre, hombre de letras, quien le proporcionó una excelente educación.
Se dedicó a la carrera diplomática. En representación de su país viajó a Alemania, Roma, México y Guatemala. En este último sitio conoció a Federico Gamboa con quien entabló amistad. Fue miembro de la Academia Colombiana de la Lengua. 

### Inicios en la política
En 1898, fue designado miembro correspondiente y honorario de la Academia Mexicana de la Lengua, y ese mismo año fue elegido senador por Cundinamarca, mientras que su padre, el anciano poeta José Manuel Marroquín era fórmula vicepresidencial de Manuel Antonio Sanclamente; la fórmula de ancianos despertó todo tipo de burlas en la época y despertó intrigas sobre presunto fraude electoral.

### Golpe de Estado de 1900 y gobierno de su padre
Sanclemente fue víctima de una conspiración al interior de su propio partido, y se le obligó a renunciar en 1900, con lo que Marroquín ascendió a la presidencia. Pese a los rumores destados en la época, no hay pruebas que vinculen a Marroquín Osorio con la conspiración que favoreció a su padre, puesto que si bien deseaba el ascenso de su padre a la presidencia, él directamente no estuvo presente en el complot.
A Marroquín Osorio se le acusó de influenciar nocivamente en el gobierno. Fue responsable de la adjudicación de contratos estatales a personas de dudosa reputación, por lo que se dice que el de Marroquín Ricaurte fue un gobierno corrupto y clientelista. También era mal vistas sus amistades con políticos impopulares, como Aristídes Fernández, jefe de la policía, y responsable de la represión contra los liberales. También habría sido el responsable del ascenso de José María Rivas Groot al ministerio de Educación en 1901.

#### La pérdida de Panamá
Marroquín fue el responsable de que otro de sus cuestionados amigos, José Domingo de Obaldía (hijo del expresidente de Colombia José de Obaldía), llegara a gobernar el departamento de Panamá, pese a que era afecto a la causa independentista, y de hecho, fue nombrado presidente después de la separación del Istmo de Colombia.
Marroquín también fue acusado de ser responsable de la separación, pues siendo senador rechazó la aprobación del Tratado Herrán-Hay. Se dice que además de esa labor legislativa, habría recibido dinero de una compañía con intereses en el canal a cambio de la participación de ´´esta en la guerra, financiando la causa conservadora contra los rebeldes liberales; aquello explica por qué unos manifestantes nacionalistas marcharon hasta su casa y causaron desmanes, en señal de protesta.

#### Castillo Marroquín y Guerra de los Mil Días

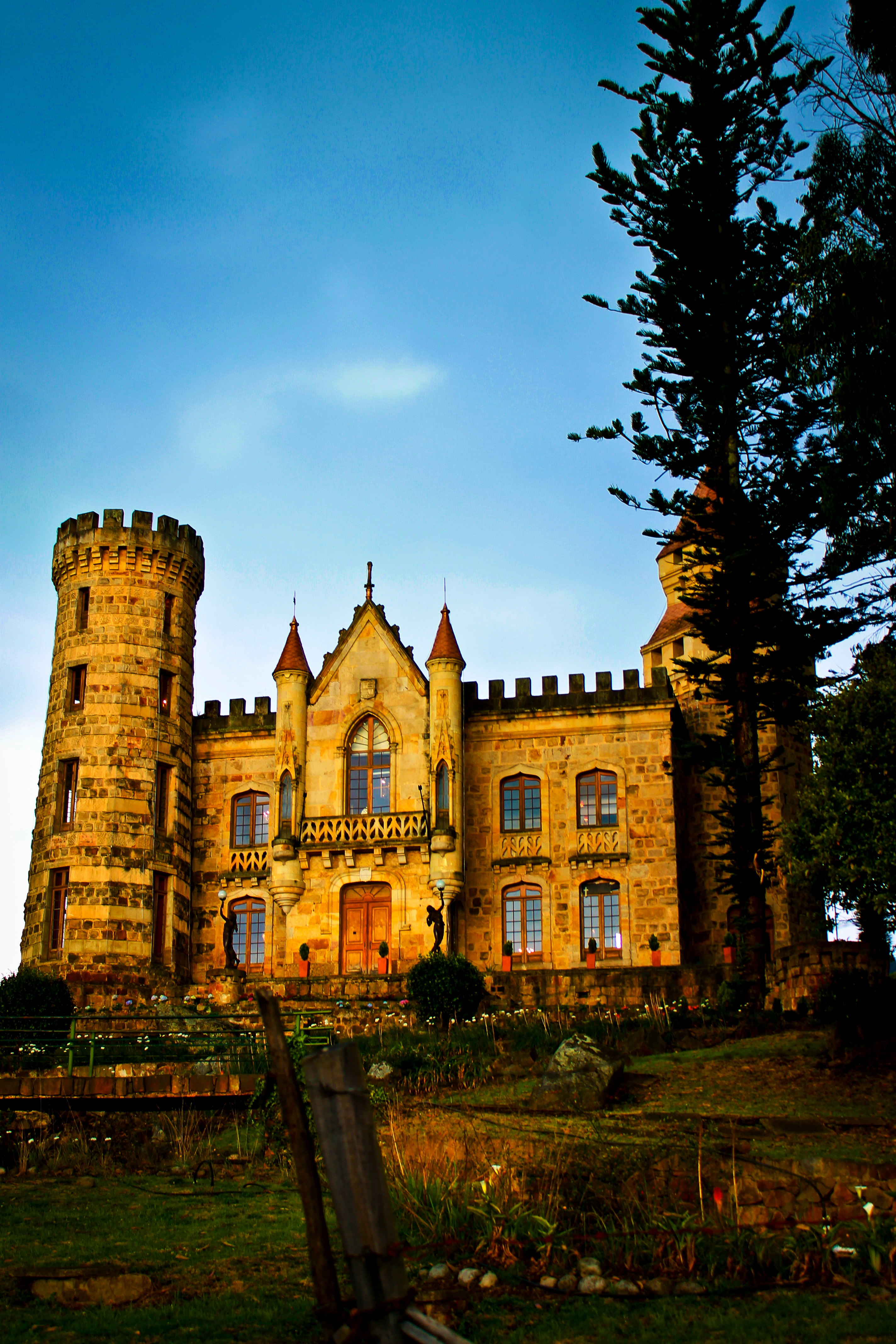
Castillo Marroquín, ubicado en La Caro, al norte de Bogotá.

Entre 1899 y 1900, en plena Guerra de los Mil Días y siendo su padre presidente del país, Marroquín inició la construcción de una edificación al estilo de los castillos europeos del Medioevo, con planos precisamente traídos de Europa, por el arquitecto Gastón Lelarge. Los predios sobre los que construyó el castillo eran parte de la hacienda El Castillo, y pertenecía a su padre. Terminada la edificación, su padre se trasladó allí, donde gobernó mientras el país estaba sumido en la guerra civil. Se dice que la construcción de ésta edificación, que algunos dicen fue fruto de sus sueños de grandeza megalómana, se financió con el dinero que habría recibido por favorecer a los independentistas panameños.
Fue en éste castillo donde se negociaron los acuerdos tras la separación de Panamá, en 1903. En 1913, Marroquín intregó una comisión de letrados para la elaboración y diseño de un monumento en honor del héroe de la Independencia, Antonio Ricaurte (de quien era descendiente Marroquín por su abuela materna), comisión en la que también participó el francés Lelarge. En el Castillo Marroquín, Lorenzo y su última esposa vivieron hasta 1912, cuando fue nombrado cónsul en Londres, por el presidente Carlos E. Restrepo.
La edificación pasó a llamarse Castillo Marroquín, y quedó abandonada hasta 1952.

### Pax, su consagración literaria
Entre 1901 y 1906 se asoció con el también escritor José María Rivas Groot (quien se desempeñaba como ministro de educación del padre de Marroquín), para escribir la obra Pax, la más famosa de Marroquín y una de las más conocidas de Rivas; obra que fue escandalosa en su momento por tratar temas sensibles en una época donde los protagonistas estaba aún vivos, y pese a que sus nombres fueron cambiados, era evidente a quien se referían sus autores.

### Muerte
Lorenzo Marroquín Osorio murió en Londres, el 3 de septiembre de 1918.

## Vida privada

### Semblante y controversias
Aspectos de su personalidad, como ser hijo de un expresidente, su actitud prepotente, un gusto desmedido por el dinero, y un carácter fuerte; le granjearon la impopularidad entre los ciudadanos de Bogotá, llegándose a decir de él que "gozó de la más sólida impopularidad entre sus conciudadanos". Aunque también alternó sus actividades profesionales con la expansión de las tierras de su familia y en la tecnificación y diversificiación de sus cultivos, hecho que contrastaba con su actitud aristocrática.
Miguel Antonio Caro, poeta y el responsable de que su padre llegara a ser presidente, lo bautizó con el apelativo de "El Hijo del Ejecutivo", no sólo por su obvio parentesco, sino porque era un mote irónico, con el cual sus adversarios buscaban ridiculizarlo, ya que implicaba que su padre tomaba decisiones influenciado por él, y con el cual se buscaba hacer énfasis en que Marroquín Osorio era también responsable de los fracasos y mala gestión del presidente Marroquín Ricaurte.

### Familia
Lorenzo hacía parte de la familia aristócrata de los Marroquínː Su padre era el poeta, escritor y tardíamente político José Manuel Marroquín (presidente de Colombia entre 1900 y 1904) y su madre, Matilde Osorio Ricaurte. Era el sexto de una numerosa prole. Sus hermanos eran el sacerdote católico José Manuel, María Antonia, Antonia, María Rosa, José María, el político Andrés, Manuel Antonio, Matilde, José Eduardo, María Josefa, María Rita, María Mercedes y Concepción Marroquín Osorio. Dado el gusto de la familia por la vida agrícola, se les conoció como Los hidalgos campesinos.
Tanto su padre como su madre eran descendientes del héroe de la Independencia de Colombia, Antonio Nariño, ya que la madre de José Manuel y la madre de Matilde (quienes eran primos), eran ambas, sobrinas del general Nariño, e hijas del abogado criollo José Antonio Ricaurte.

#### Matrimonios y descendencia
Lorenzo se unió en primeras nupcias con Elena Castro Díaz, con quien tuvo a su único hijo, Manuel Lorenzo (Morroco) Marroquín. En segundas nupcias se casó con Ana Zaldúa Orbegozo, hija del expresidente Francisco Javier Zaldúa, sobrina segunda del expresidente Pedro Alcántara Herrán y del obispo católico Antonio Herrán, y prima segunda del diplomático Tomás Herrán (quien era nieto de Tomás Cipriano de Mosquera). Con Ana Zaldúa, Lorenzo no tuvo descendencia.

## Obras
- La cosecha, 1887
- Protección a la industria nacional: artículos publicados en El Correo Nacional, 1896
- Las cosas en su punto: ojeada sobre la situación de la iglesia en Colombia, 1897
- Artículos políticos, 1898
- El canal: artículos publicados en "El renacimiento", 1903
- Lo irremediable: drama en tres actos y en prosa, escrito con José María Rivas Groot, 1905
- Pax, escrita con José María Rivas Groot, 1907
- Dictadura de la incapacidad: cinco años de desorden, artículos de "El Centro", 1909
- Derecho de defensa: apuntaciones y documentos para una ley de prensa, 1909
- "Elogio a Rafael Pombo" en Memorias de la Academia Colombiana, 1912
- Historias de Panamá, 1912
- Precursores: Nariño, los Ricaurtes, doctor don José Antonio Ricuarte, precursor y protomártir de la libertad, 1913